# ПС-89
ПС-89 (первоначально ЗиГ-1) — советский транспортно-пассажирский самолёт 1930-х годов, созданный авиационным конструктором французского происхождения Андре Лявилем (фр. André Laville).

## История
Разработка нового цельнометаллического транспортно-пассажирского самолёта началась в НИИ ГВФ в начале 1930-х годов. Новый самолёт создавал приглашенный в СССР французский конструктор Андре Лявиль. Самолёт представлял из себя моноплан с низкорасположенным крылом площадью 72 квадратных метра. Два двигателя М-17Ф, расположенные на плоскостях, развивали мощность по 730 лошадиных сил каждый. Шасси неубираемое в специальных аэродинамических обтекателях и максимально гладкий фюзеляж. Самолёт, получивший обозначение ЗиГ-1 (по названию завода имени Гольцмана, где его предстояло выпускать, модель 1), имел салон на 14 пассажирских мест, либо мог перевозить груз массой до 1300 килограммов.
После испытаний ЗиГ-1 был рекомендован в производство под обозначением ПС-89. К этому времени завод имени Гольцмана был переименован в авиаремонтный завод № 89, отсюда и новое обозначение самолёта: пассажирский самолёт завода № 89. Первые два прототипа были построены в 1935-36 годах. Первый из них разбился в авиационной катастрофе 27 ноября 1935 года — при разгоне до максимальной скорости на высоте 50 м разрушилось хвостовое оперение. Погибли все шесть человек, находившихся на борту. Предположительно, причиной катастрофы стал бафтинг хвостового оперения. 
Второй экземпляр под обозначением ПС-89 проходил летные испытания в феврале-марте 1937 года. Летные характеристики оказались ниже проектных и ниже достигнутых в 1935 году. Отмечалось, что у самолета недостаточная путевая устойчивость, а по мере расхода горючего центр масс значительно смещается назад. ПС-89 все же приняли к серийному производству, но эксплуатацию разрешили только в простых метеоусловиях и с максимальной загрузкой 10 пассажиров, а не 12.
Шесть серийных машин, получивших бортовые номера Л-2140, Л-2141, Л-2142, Л-2143, Л-2144, Л-2146, строились с 1937 по 1938 годы. Все они были переданы «Аэрофлоту» и выполняли рейсы Москва — Симферополь, а также в Свердловск, Харьков, Киев, Орёл, Астрахань. Также эксплуатировался на линиях, связывающие некоторые районы Крайнего Севера. По крайней мере один из этих самолётов, Л-2142, использовался как эвакуационный самолёт в Советско-финской войне.
Эксплуатация гражданским воздушным флотом самолётов ПС-89 прекратилась в 1941 году в связи с началом Великой Отечественной войны. Данные самолёты зарекомендовали себя положительно. Один из самолётов, Л-2146, снимался в советском художественном фильме «Будни» (1940).

## Конструкция
ПС-89 - двухмоторный цельнометаллический моноплан с неубираемым шасси, рассчитанный на 12 пассажиров, пилота, бортмеханика и 240 кг багажа. 
Фюзеляж - типа монокок овального сечения. Фюзеляж конструктивно состоял из нескольких частей. За носовым отсеком располагалась закрытая двухместная пилотская кабина. Пассажирский салон состоял из двух кабин - первая четырёхместная с большим иллюминатором и свободным размещением пассажиров, вторая кабина восьмиместная. В конце салона располагался туалет и багажное отделение. Салон был просторный пассажир мог стоять в полный рост. Иллюминаторы располагались у каждого пассажирского ряда. Салон был обшит звукопоглощающим материалом, оборудован системой отопления, вентиляции и электрическим освещением. 
Крыло - свободнонесущее двухлонжеронное с гладкой дюралевой обшивкой. Конструктивно состоит из центроплана и двух отъёмных консолей. Консоли пристыкованы к центроплану под углом к линии горизонта. Центроплан в плане прямоугольный, консоли трапециевидные, с закругленными законцовками. На центроплане установлен аэродинамически обтекаемые гондолы двигателей. Механизация крыла - элероны, закрылки, посадочные щитки. 
Хвостовое оперение - классическое. Киль с рулем направления и стабилизатор с рулем высоты. Стабилизатор, трапециевидный в плане, крепится к вертикальному оперению на двух подкосах. Обшивка киля и стабилизатора гладкая дюралевая, обшивка руля направления и руля высоты полотняная. 
Шасси -  неубираемое, закрытое обтекателями, двухстоечное с хвостовой опорой. Колеса основных стоек снабжены тормозами. Амортизация воздушно-масляная. Хвостовая опора представляет собой костыльное колесо с воздушно-масляной амортизацией. 
Силовая установка - два поршневых V-образных 12-цилиндровых двигателя с водяным охлаждением М-17Ф (лицензионная копия немецкого двигателя BMW-VI), мощностью 730 л.с. Двигатели монтировались на крыле в мотогондолах. Сотовые радиаторы устанавливались в капотах, для максимального снижения лобового сопротивления. Воздушный винт двухлопастный. Запас топлива 800 кг, запас масла 60 кг. 

#### Видео
- Самолёт ПС-89 в художественном фильме «Будни», 1940 год. на YouTube

## Технические характеристики
- Длина — 16,25 м
- Размах крыла — 23,10 м
- Площадь крыла — 75,00 м²
- Высота — 4,78 м
- Вес взлётный — 7200 кг
- Вес пустого — "почти 5000 кг"[1]
- Максимальная скорость — 284 км/ч
- Посадочная скорость  — 95 км/ч[1]
- Дальность — 1300 км
- Потолок — 4400 м
- Двигатель — два рядных М-17Ф по 730 л. с.
- Экипаж — 2 человека
- Нагрузка — 14 пассажиров или 1300 кг грузов